# Colfax Corporation
Colfax Corporation ist ein US-Unternehmen mit Sitz in Annapolis Junction im Bundesstaat Maryland, notiert an der New York Stock Exchange (NYSE).
Colfax ist der Marktführer bei der Herstellung von Bitumenpumpen, Spezialventilen, Schweißelektroden und -Ausrüstungen. Colfax hat die Kontrolle über Unternehmen wie ESAB (8.500 Mitarbeiter weltweit, Stand 2012) und bis Oktober 2017 über den Pumpenhersteller Allweiler in Radolfzell (2017 gut 750 Mitarbeiter weltweit).

## Geschichte
Colfax wurde 1995 von den Gebrüdern Steven und Mitchell Rales gegründet, mit dem „aggressiven Ziel: Aufbau eines globalen Weltklasse-Industrieunternehmens“.
Im Januar 2012 wurde Charter International plc und damit auch ESAB und Howden für 2,4 Milliarden US-Dollar erworben.
Im November 2012 wurde die Fabrik für Elektroden in Ichtiman, Bulgarien geschlossen (gekauft 2007), wobei alle 120 Mitarbeiter entlassen wurden.
Im Jahr 2012 erreichte das Unternehmen den höchsten Umsatz pro Mitarbeiter bei den börsennotierten Maschinenbauunternehmen mit 2,0 Mio. US-Dollar pro Kopf.
Im Jahr 2019 übernahm Colfax das Unternehmen DJOglobal für 3,15 Mrd. Dollar.